# Allium brulloi
Allium brulloi är en amaryllisväxtart som beskrevs av Cristina Salmeri. Allium brulloi ingår i släktet lökar, och familjen amaryllisväxter. Inga underarter finns listade i Catalogue of Life.